# Pseudanthias pulcherrimus
Pseudanthias pulcherrimus és una espècie de peix de la família dels serrànids i de l'ordre dels perciformes.

## Morfologia
- Els mascles poden assolir 7 cm de longitud total.[4]

## Hàbitat
És un peix marí de clima tropical i associat als esculls de corall que viu entre 33-35 m de fondària.

## Distribució geogràfica
Es troba a les Maldives., Chagos, les Seychelles i Maurici